# Schriesheim
Schriesheim è una città tedesca di 15 091 abitanti, situato nel land del Baden-Württemberg.